# Shaun Johnston
Shaun Johnston, né le 9 septembre 1958 à Ponoka en Alberta, est un acteur, réalisateur et comédien de théâtre canadien.
Principalement connu pour interpréter le rôle de Jack Bartlett dans la série télévisée Heartland depuis 2007, il a cofondé le Shadow Theatre (en) à Edmonton et fait ses premières apparitions sur la scène théâtrale florissante de l'Alberta.

## Biographie
Johnston a grandi dans une ferme située à Ponoka, en Alberta, entre Red Deer et Edmonton.
Après avoir obtenu un diplôme de commerce au Red Deer College, il a travaillé quelque temps à l'Alberta Treasury Branch. Intéressé par une carrière de photographe de mode, il s'installe à Toronto au début des années 1980 et a du mal à s'introduire dans l'industrie avant de trouver du travail en tant que modèle. Après quelques années, il a développé un goût pour la scène et est retourné en Alberta pour étudier le théâtre au Red Deer College. Il a ensuite obtenu un diplôme en beaux-arts à l'Université de l'Alberta.

## Filmographie
- 2004 : Smallville : Matthew Cross (saison 3, épisode 12)
- depuis 2007 : Heartland : Jack Bartlett